# Улица Лентулова
У́лица Ленту́лова — улица на юге Москвы в Даниловском районе Южного административного округа от набережной Марка Шагала до улицы Архитектора Мельникова.

## Происхождение названия

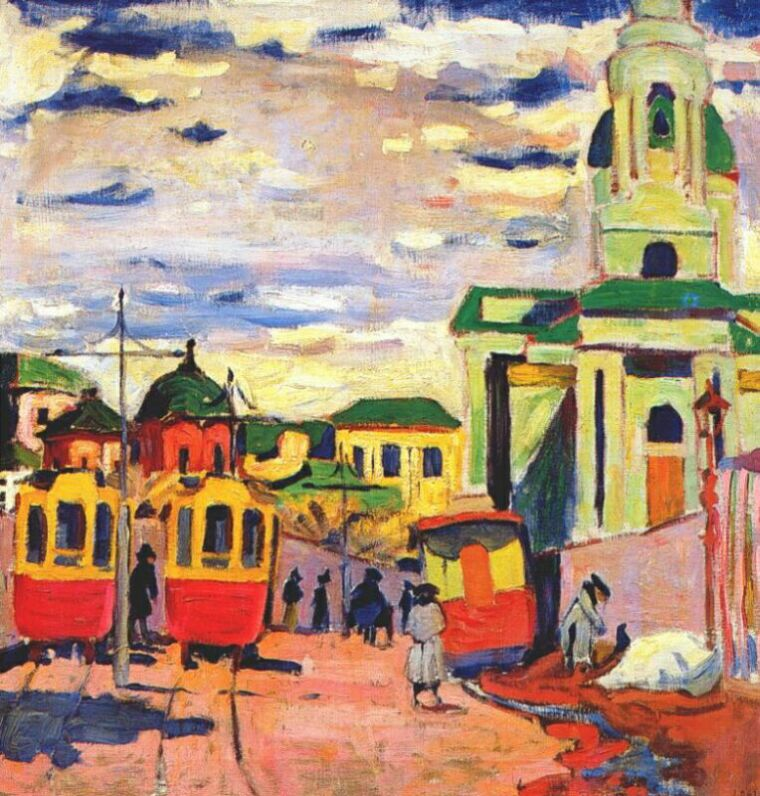
«Улица. Москва», Аристарх Лентулов, 1910.

Улица (ранее Проектируемый проезд № 7016) получила в марте 2016 года в честь русского советского живописца, сценографа, одного из родоначальников русского авангарда Аристарха Лентулова (1882—1943). Одновременно 14 улиц в районе бывшей промышленной зоны завода имени Лихачёва («ЗИЛ») названы именами известных авангардистов, архитекторов и конструктивистов XX века в связи с тем, что на этой территории планировалось создать музей «Эрмитаж-Москва» и открыть кукольный и драматический театры.

## Описание
Улица начинается от набережной Марка Шагала, проходит на восток, пересекает улицы Архитектора Голосова, Архитектора Щусева и Архитектора Мельникова. На планах ещё 2021 года улица на востоке оканчивалась на бульваре Братьев Весниных, но с началом постройки ЖК «Гранд» проезд от улицы Архитектора Мельникова до бульвара Братьев Весниных оказался перекрыт стилобатом «Гранда». Застройка северной стороны улицы (лоты 13, 15 и 17 «Зиларта») полностью сформировалась в 2023 году; здесь находится местная достопримечательность — «дом с голубями». Южная сторона, по состоянию на апрель 2025 года, не застроена, строительство не ведётся.